# Anagé (kommun)
Anagé är en kommun i Brasilien.   Den ligger i delstaten Bahia, i den östra delen av landet, 700 km öster om huvudstaden Brasília. Antalet invånare är 25 500.
Följande samhällen finns i Anagé:
- Anagé

Omgivningarna runt Anagé är huvudsakligen savann. Runt Anagé är det glesbefolkat, med 14 invånare per kvadratkilometer.